# Alfred Deller
Alfred Deller (ur. 31 maja 1912 w Margate, zm. 16 lipca 1979 w Bolonii) – angielski śpiewak operowy i dyrygent, popularyzator oraz orędownik powrotu do używania kontratenoru podczas odtwarzania utworów epoki renesansu i baroku. Znany z wykorzystywania rubato.
Naukę śpiewu rozpoczął w chórze swojej parafii. Po przejściu mutacji głosu, kontynuował śpiewanie w wysokim rejestrze, ostatecznie wykształcając kontratenor. W latach 1940–1947 śpiewał w chórach Katedry Canterbury oraz świętego Pawła w Londynie. W repertuar muzyki świeckiej został wprowadzony przez brytyjskiego kompozytora Michaela Tippetta pod koniec lat 40. Wykonywał głównie utwory kompozytorów okresu elżbietańskiego i restauracji oraz Henry’ego Purcella.
W 1950 roku sformował grupę muzyków, która pod nazwą Deller Consort wykonywała muzykę baroku. W 1960 roku występował w roli Oberona w operze Sen nocy letniej Benjamina Brittena. Partia Oberona została skomponowana przez Brittena z myślą o Dellerze.
Został odznaczony Orderem Imperium Brytyjskiego (klasy Komandor orderu).